# Lantonsaari (ö i Tornedalen)
Lantonsaari är en ö i Finland. Den ligger i Tengeli älv och i kommunen Övertorneå i den ekonomiska regionen  Tornedalens ekonomiska region  och landskapet Lappland, i den norra delen av landet, 700 km norr om huvudstaden Helsingfors. Öns area är 2 hektar och dess största längd är 380 meter i nord-sydlig riktning.  Lantonsaari ligger i sjön Iso Lohijärvi.